# Lagunillas, San Martín Toxpalan
Lagunillas är en ort i Mexiko.   Den ligger i kommunen San Martín Toxpalan och delstaten Oaxaca, i den sydöstra delen av landet, 270 km sydost om huvudstaden Mexico City. Lagunillas ligger 2 250 meter över havet och antalet invånare är 139.
Terrängen runt Lagunillas är bergig åt sydväst, men åt nordost är den kuperad. Lagunillas ligger uppe på en höjd. Runt Lagunillas är det ganska tätbefolkat, med 78 invånare per kvadratkilometer. Närmaste större samhälle är San Gabriel Casa Blanca, 15,9 km väster om Lagunillas. Omgivningarna runt Lagunillas är en mosaik av jordbruksmark och naturlig växtlighet.